# Wategan
Wategan (Wategas) ist ein osttimoresischer Ort im Suco Lissadila (Verwaltungsamt Loes, Gemeinde Liquiçá).
Das Straßendorf liegt im Süden der Aldeia Darulema, in einer Meereshöhe von 94 m. Es befindet sich am Ostufer des Bismaumate, der zum Flusssystem des Lóis gehört. Im Norden liegen die Nachbardörfer Lissadila und Darulema. Eine Straße führt nach Südwesten zu den Dörfern Glai und Siamodo.